# Arslan Arghun
Arslan Arghun (mort 1097) fou sultà seljúcida del Khurasan. Era probablement fill d'Alp Arslan (mort 1072) sota el que fou nomenat governador de Khwariz quan Malik Shah, el seu germà fou nomenat hereu. Segons Ibn al-Athir un Arslan Arghun era germà d'Alp Arslan, però és possible que es tractés d'un personatge diferent, ja que explica que tenia només 26 anys quan va morir i només posseïa un petit feu (ikta) a l'Iran occidental (els seus descendents vivien a Merv encara al segle XII).
A la mort de Malik Shah el 1092 es va apoderar del Khurasan i de la província de Balkh, i es va enfrontar al seu germà Buribars, enviat contra ell, al que va derrotar el 1095. La repressió contra els que havien ajudat a Buribars fou molt forta, i les muralles de ciutats com Merv, Nixapur, Sarakhs, Sabzawar i altres foren destruïdes preventivament, i tot això li va fer perdre molts suports.
Fou assassinat per un dels seus esclaus el 1097 deixant només un fill de 7 anys que fou eliminat ràpidament per Sandjar, germà i lloctinent de Barkyaruq.